# Abraham Goldberg (przedsiębiorca)
Abraham Goldberg, Abe Goldberg (ur. 1929 w Garwolinie, zm. 24 lipca 2016) – polsko-australijski przedsiębiorca.

## Życiorys
Urodził się w 1929 r. w żydowskiej rodzinie w Garwolinie. W czasie wojny rodzina trafiła do getta, ale udało się jej zbiec i przez ponad rok ukrywała się na wsi.
W 1948 r. wyemigrował z rodziną do Australii, tam Goldberg założył firmę Linter Group, która była jednym z największych producentów ubrań na świecie. W latach 1980. był czwartym najbogatszym obywatelem Australii (jego majątek szacowany był na 600 mln dolarów), jednak w 1990 roku jego przedsiębiorstwo upadło z powodu kryzysu, który wybuchł w 1987 r., a długi przedsiębiorstwa sięgały 1,3 mld dolarów australijskich. Po bankructwie odkryto, że Goldberg fałszował księgi rachunkowe i przedsiębiorstwo było niewypłacalne już od 1987 r. Ponadto Goldberg ukrył część pieniędzy w rajach podatkowych i uciekł przed procesami do Europy. W 1992 r. na miejsce zamieszkania wybrał Polskę, która nie posiadała umowy ekstradycyjnej z Australią. Przez okres pobytu w Polsce prowadził z powodzeniem działalność gospodarczą pod nazwiskiem Aleksander Kadyks. Australia odkryła miejsce jego pobytu dopiero w 2005 roku, jednak pomimo prób nie udało się doprowadzić do ekstradycji z powodu posiadania przez niego podwójnego obywatelstwa. Przez pewien czas rozważano przejęcie ścigania przez polski wymiar sprawiedliwości
Zmarł 24 lipca 2016 roku. Pozostawił spadkobiercom 728 mln dolarów, w tym nieruchomości w Warszawie.